# Ben Hecht
Ben Hecht (Ciutat de Nova York, 28 de febrer de 1894 − Ciutat de Nova York, 18 d'abril de 1964) va ser un guionista i escriptor estatunidenc. Va ser un dels més famosos i prolífics guionistes de Hollywood.
Ben Hecht va néixer a Nova York el 1894, de pares immigrants jueus. Va tenir una infantesa i una joventut bastant mogudes i no va fer més que estudis molt irregulars. Tenia com a avi patern un vell talmudista erudit, però va ser sobretot criat per dues ties que, no tenint fills, van disputar als seus pares la direcció de la seva educació. Traslladant-se a Chicago, s'hi va quedar fins als 12 anys i va estudiar violí amb bastant d'èxit per donar un recital. La seva família es va instal·lar llavors a Racine (Wisconsin), a la vora del llac Michigan.
Pensava entrar a la universitat quan un amic del seu pare li va proposar una feina de periodista, que acceptà. Des dels 17 anys, escriu novel·les per al Chicago Journal i, 6 mesos més tard, gràcies a la seva fantasia tan intrèpida com impertorbable i a la seva imaginació fecunda i sense escrúpols, esdevé el primer periodista d'aquesta publicació. Als 25 anys, el 1919, amplia el seu horitzó anant a Alemanya i a Rússia com a corresponsal estranger de 75 diaris, entre els quals el Daily News i el Globe. A la seva tornada, va intentar escriure novel·les, començant amb esclat amb Erik Dorn; des del començament dels anys 1920, es converteix en un novel·lista satíric d'èxit.
Després d'una laboriosa retirada de quatre anys, reapareix el 1931 amb una nova novel·la, Un jueu enamorat, la seva obra mestra, d'opinió unànime, que va triomfar en tots els països de llengua anglesa. És contactat per Josef von Sternberg, que li confia el guió d'Underworld, pel·lícula que va inspirar les primeres pel·lícules sonores de gàngsters, com Scarface, de la qual va ser guionista, i va permetre a Ben Hecht rebre el seu primer Oscar al millor guió original. Aquest fals cínic va ser un dels guionistes de Howard Hawks, Otto Preminger, Henry Hathaway o d'Alfred Hitchcock i de l'enlluernadora Lluna nova.
És l'autor de l'obra teatral The Front Page adaptada a la pantalla per Billy Wilder el 1974. És igualment conegut pel seu compromís sionista i pel seu llibre Perfidy, que carrega contra el notable jueu hongarès Rudolf Kastner, que va negociar la tramesa a Suïssa de 1.600 jueus hongaresos a canvi d'un rescat i el manteniment de la resta de la comunitat en la ignorància de l'holocaust que l'esperava.

## Filmografia
A continuació s'adjunta una relació dels films en els que participà:
- 1926: The New Klondike
- 1927: Les Nuits de Chicago
- 1927: American Beauty
- 1930: Street of Chance
- 1931: Quick Millions
- 1931: Homicide Squad
- 1931: The Sin of Madelon Claudet
- 1932: The Beast of the City
- 1932: Scarface
- 1932: Million Dollar Legs
- 1932: Back Street
- 1932: Rasputin and the Empress
- 1933: Topaze
- 1933: Turn Back the Clock
- 1933: Queen Christina (no surt als crèdits)
- 1933: Design for Living
- 1934: Riptide
- 1934: Viva Villa!
- 1934: The President Vanishes
- 1935: Once in a Blue Moon (guió, producció i realització)
- 1935: Barbary Coast
- 1936: Soak the Rich (guió, producció i realització)
- 1937: King of Gamblers
- 1937: Woman Chases Man
- 1937: The Prisoner of Zenda
- 1937: Huracà sobre l'illa (The Hurricane)
- 1937: La reina de Nova York (Nothing Sacred)
- 1938: Així neix una fantasia (The Goldwyn Follies)
- 1938: Angels with Dirty Faces (no surt als crèdits)
- 1939: Stagecoach
- 1939: Cims borrascosos (Wuthering Heights), de William Wyler
- 1939: Gunga Din
- 1939: It's a Wonderful World
- 1939: Lady of the Tropics
- 1939: Una tarda al circ (At the Circus)
- 1939: Allò que el vent s'endugué (Gone with the Wind)
- 1939: Let Freedom Ring
- 1940: The Shop Around the Corner
- 1940: I Take This Woman
- 1940: Àngels damunt Broadway (Angels Over Broadway) (guió, producció i realització)
- 1940: Second Chorus (no surt als crèdits)
- 1940: Camarade X
- 1941: The Mad Doctor
- 1941: Lydia
- 1942: Roxie Hart
- 1942: Ten Gentlemen from West Point
- 1942: Tales of Manhattan
- 1942: The Black Swan
- 1942: China Girl (guió i producció)
- 1943: Fora de la llei (The Outlaw) (no surt als crèdits)
- 1943: Istanbul (Journey Into Fear) (no surt als crèdits)
- 1944: El bot salvavides (Lifeboat)
- 1945: Watchtower Over Tomorrow
- 1945: Spellbound
- 1945: Cornered
- 1946: Gilda
- 1946: Specter of the Rose (guió, producció i realització)
- 1946: Notorious
- 1946: Duel in the Sun (no surt als crèdits)
- 1947: Deshonrada (Dishonored Lady)
- 1947: Kiss of Death
- 1947: Ride the Pink Horse
- 1947: Her Husband's Affairs
- 1947: The Paradine Case
- 1948: The Miracle of the Bells
- 1948: La soga (Rope)
- 1948: El plor de la ciutat (Cry of the City)
- 1948: Retrat de Jennie (Portrait of Jennie) (no surt als crèdits)
- 1949: Big Jack
- 1949: Roseanna McCoy
- 1949: Whirlpool
- 1949: The Inspector General
- 1950: Where the Sidewalk Ends
- 1950: Perfect Strangers
- 1950: Edge of Doom
- 1950: September Affair (no surt als crèdits)
- 1951: Estranys en un tren (Strangers on a Train)
- 1951: The Secret of Convict Lake
- 1952: The Wild Heart
- 1952: Actor's and Sin (guió, producció i realització)
- 1952: Em sento rejovenir (Monkey Business)
- 1952: O. Henry's Full House (no surt als crèdits)
- 1952: Hans Christian Andersen
- 1952: Cara d'àngel (Angel Face) (no surt als crèdits)
- 1953: Station Terminus
- 1954: Ulisses (Ulisse)
- 1955: Ells i elles (Guys and Dolls)
- 1955: L'home de la pistola d'or (The Man with the Golden Gun
- 1955: Pacte d'honor (The Indian Fighter)
- 1955: The Court-Martial of Billy Mitchell
- 1956: Trapezi (Trapeze)
- 1956: Nostra Senyora de París (Notre-Dame de Paris) (no surt als crèdits)
- 1956: The Iron petticoat
- 1957: Adéu a les armes (A Farewell to Arms)
- 1957: La llegenda dels perduts (Legend of the Lost)
- 1958: The Gun Runners
- 1959: John Paul Jones
- 1960: North to Alaska
- 1962: La gata negra (Walk on the Wild Side)
- 1962: Motí a la Bounty (Mutiny on the Bounty) (no surt als crèdits)
- 1963: Cleòpatra (Cleopatra)
- 1964: 7 Faces of Dr. Lao
- 1964: El fabulós món del circ (Circus World)
- 1967: Casino Royale

## Cita
«Una de les millors coses que el populatxo mai no ha fet va ser la crucifixió de Crist. Intel·lectualment, va ser una acció esplèndida; però va ser confiada al populatxo, que la va realitzar imperfectament. Si se m'hagués encarregat a mi d'executar Crist, ho hauria fet de manera diferent. Vegem: el que hauria fet jo, és d'enviar-lo a Roma per ser devorat pels lleons. De carn picada, mai no haurien pogut fer un salvador...»
(Font: Inventari en Christian Nationalist Cruzade, Los Angeles, Califòrnia).